# Софієвська сільська рада
Софі́євська сільська рада (рос. Софиевский сельский совет) — сільське поселення у складі Пономарьовського району Оренбурзької області Росії.
Адміністративний центр та єдиний населений пункт — село Софієвка.

## Населення
Населення — 1451 особа (2019; 1597 в 2010, 1739 у 2002).